# 章吉营镇
章吉营镇，是中华人民共和国河北省承德市隆化县下辖的一个镇，原名章吉营乡，2021年12月31日撤乡设镇。

## 行政区划
章吉营镇下辖以下地区：
章吉营村、黎明村、那碾沟门村、杨树沟门村、瓦房村、榆树底村、南孤山村、共和村、大官营村、柏子沟村、姚吉营村、东北沟村和韩吉营村。